# Emamieh-Schule
Die Emamieh-Schule ist eine historische Schule in der iranischen Stadt Isfahan. Die Schule stammt aus dem 14. Jahrhundert. Der Bauherr der Schule war Soltan Abolhassan Talut Damghani. Er baute sie für seinen Lehrer Baba Ghassem Esfahani. Der Name des Keramikfliesen-Meisters des Baues, Scheych Mohammad ebn-e Omar, ist auf den Inschriften zu lesen.